# Girafe (cuisine)
Pour les articles homonymes, voir Girafe (homonymie).

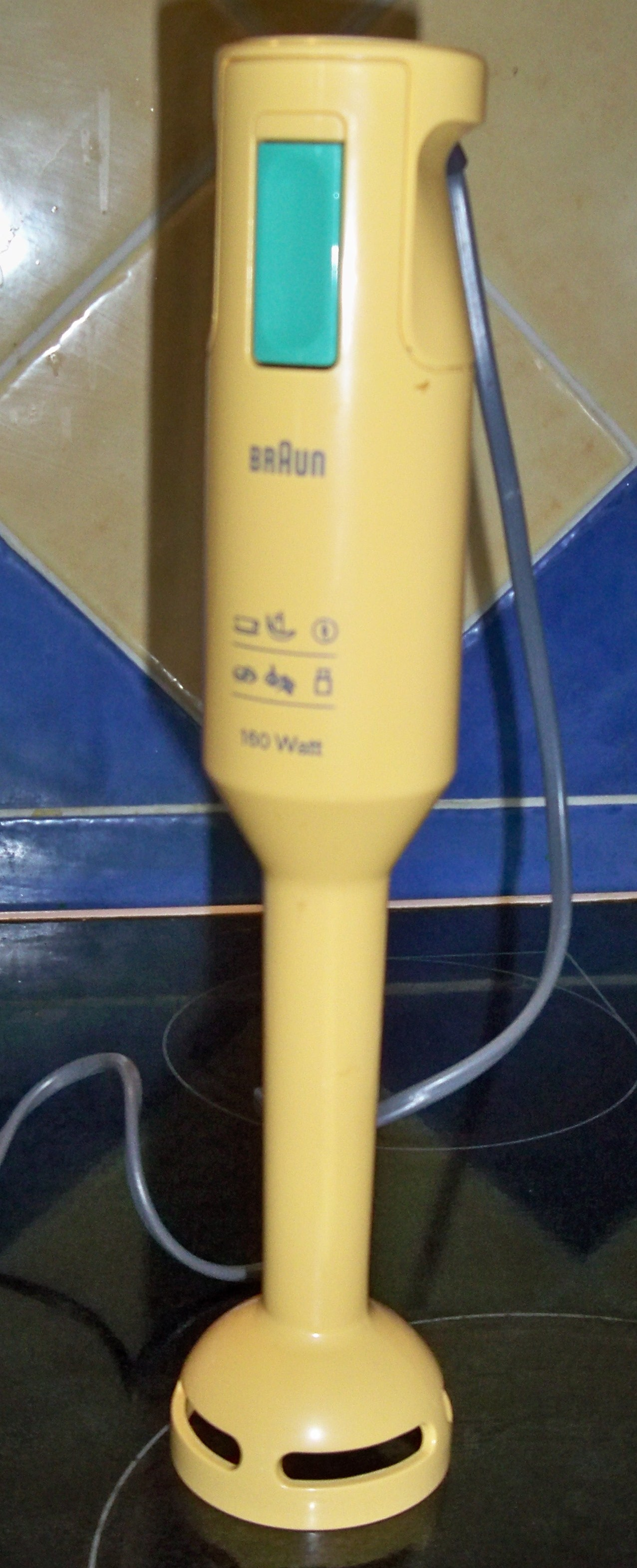
Girafe

La girafe, appelée aussi mixeur plongeant, fouet plongeant, ou pied mixeur, est un ustensile de cuisine. Elle permet de réduire les légumes en purée, d'émulsionner et d'homogénéiser certaines sauces. Elle permet de travailler directement dans le récipient de cuisson et limite grâce à ceci les manipulations ou transvasements.
L'utilisation sans précaution de la girafe peut occasionner des blessures : par exemple si l'utilisateur introduit ses doigts, ses orteils, ses oreilles, son pénis ou sa langue dans l'appareil lorsque la lame est en rotation. 